# ریسکولوف (آلماتی)
ریسکولوف (به قزاقی: Ryskulov) یک منطقهٔ مسکونی در قزاقستان است که در شهرستان تلگر واقع شده‌است. ریسکولوف ۲٬۹۷۹ نفر جمعیت دارد.